# Surameryx
Genre
Espèce
Surameryx est un genre éteint d'ongulés artiodactyles de la famille des Palaeomerycidae. Une seule espèce est connue, Suramerix acrensis, de la fin du Miocène (Tortonien et Messinien, il y a environ entre 11,6 et 5,3 millions d'années) en Amérique du Sud. C'est un des rares mammifères nord-américains à avoir atteint l'Amérique du Sud avant le Pliocène.

## Description
Surameryx est connu par la moitié gauche d'une mandibule inférieure presque complète, qui rappelle celles des Palaeomerycidés nord-américains, connus par de nombreux fossiles.
Comme celle de Barbouromeryx, la mandibule de Surameryx possède une rangée de prémolaires non réduites par rapport aux molaires ; elle a en outre le « pli » caractéristique du genre Palaeomeryx, une crête des molaires typique de nombreux types de ruminants primitifs et une rainure verticale à l'arrière ou sur la face intérieure de la quatrième prémolaire. Surameryx diffère cependant des autres genres par la forme de ses molaires et de ses prémolaires, qui sont beaucoup plus larges, et par un processus coronoïde plus court et recourbé vers le haut ; les stylides sont aussi plus hauts que ceux des genres similaires.

## Taxonomie
Surameryx acrensis a été nommé et décrit pour la première fois en 2014, à partir de la mandibule découverte dans la formation Madre de Dios, située le long du Río Acre entre Cobija, en Bolivie, et Assis Brasil. Le genre Surameryx fait partie des Palaeomerycidae, une famille de ruminants du Miocène apparentée aux Cervidés et aux Giraffidés, plus précisément de la sous-famille des Dromomerycinae, endémique d'Amérique du Nord : il semble être très proche de Barbouromeryx trigonocorneus, un dromomeryciné primitif du Miocène moyen (20-16 millions d'années avant notre ère).
Le nom de genre Surameryx dérive du mot espagnol sur (Sud), et du grec meryx (ruminant) ; le nom d'espèce acrensis renvoie au Río Acre.

## Importance
La découverte d'un dromomeryciné en Amérique du Sud est exceptionnelle ; avant 2014, les formations antérieures au Pliocène n'y avaient livré que de rares mammifères placentaires autres que des xénarthres ou des meridiongulés (en). Le grand échange interaméricain est traditionnellement regardé comme un événement du Pliocène tardif (il y a environ 3 millions d'années), mais il a commencé beaucoup plus tôt, au moins à la fin du Miocène, il y a environ 10 millions d'années. La présence de Surameryx dans le bassin de l'Amazone est une des preuves de ces échanges du Miocène, qui avaient déjà été suggérés par celle de gomphothères (Amahuacatherium),, de pécaris (Sylvochoerus et Waldochoerus) et de tapirs, ainsi que par la présence vers la même époque de paresseux terrestres en Amérique du Nord (Thinobadistes (en) et Pliometanestes). Il semble que les paleomerycidés n'aient pas réussi à s'implanter durablement en Amérique du Sud, où d'autres groupes ont bien mieux prospéré. Les Proboscidiens y ont survécu jusqu'à l'arrivée des humains et les pécaris et tapirs vivent encore actuellement en Amérique du Sud.